# Mackay Hugh Baillie Scott
Pour les articles homonymes, voir Baillie.
Mackay Hugh Baillie Scott, né le 23 octobre 1865 à Beards Hill, St. Peters près de Ramsgate dans le Kent et décédé le 10 février 1945, est un architecte et artiste anglais.

## Biographie
Né d'une famille d'exploitants agricoles du Kent, d’origine écossaise, Baillie Scott étudie d'abord l'agriculture avant de s'orienter vers l'architecture. Il fait son apprentissage chez Charles Davis, architecte de la ville de Bath. En 1889, il s'établit sur l'île de Man puis emménage dans le Bedfordshire. Dès l'année suivante, il est très sollicité pour des projets en Angleterre mais aussi à l'étranger. Il réalise des demeures opulentes comme des maisons plus modestes, toujours dans le style Arts and Crafts. En parallèle il crée du mobilier.

## Principales réalisations
- Maison rouge, Douglas, île de Man, Grande-Bretagne, 1893
- Hotel Majestic, Onchan, île de Man, Grande-Bretagne, 1893
- Maison Blanche, Helensburgh, Écosse, 1900
- Blackwell, Bowness-On-Windermere, Cumbria, Grande-Bretagne, 1900
- 48 Storey's Way, Cambridge, Grande-Bretagne, 1913
- Waldbühl, Uzwil, Suisse, 1914.